# Boophis boppa
Boophis boppa é uma espécie de anfíbio anuros da família Mantellidae. Está presente em Madagáscar. A UICN classificou-a como em perigo de extinção.